# Charles Leclerc de Montlinot
Pour les articles homonymes, voir Charles Leclerc et Leclerc.
Charles Joseph Antoine Leclerc de Montlinot, né à Crépy-en-Valois le 13 janvier 1731 et mort en 1801 à Paris, est un ecclésiastique et journaliste français. Il est connu pour ses travaux sur la misère sociale à son époque et les dépôts de mendicité.

## Biographie
Charles-Antoine-Joseph Leclerc de Montlinot est le fils de Charles Leclerc de Montlinot, président au présidial de Crépy en Valois, et de sa seconde épouse,  Anne Perrette de la Rochelambert. Il est le demi-frère de Charles-Antoine Leclerc de La Bruère, homme de lettres né également à Crépy-en-Valois en 1714 du mariage de Charles Leclerc de Montlinot et de  Claude Valbin Duplessis.
Il fait des études de théologie à Paris et obtient le doctorat en théologie. Il est engagé dans les ordres sans être prêtre. En 1753, il est nommé chanoine de la collégiale Saint-Pierre de Lille et y exerce la fonction de bibliothécaire adjoint.
Dans les années qui suivent, Leclerc de Montlinot participe à l'activité intellectuelle qui se manifeste à Lille, autour de Charles Joseph Panckoucke et de la société littéraire Le Brunin, par la publication des Affiches et Avis divers pour les Pays-Bas français, dont il est l'un des rédacteurs assidus. Mais, en 1762, Panckoucke, est condamné à six semaines de prison pour avoir fait une présentation élogieuse de l’Émile de Jean-Jacques Rousseau, ce qui amène la fin du journal. En 1766, Leclerc de Montlinot s'installe à Paris et quitte l'état ecclésiastique, en butte à l'hostilité de plusieurs ecclésiastiques, dont des confrères chanoines, parmi lesquels le chanoine régulier de Cysoing, Louis Wartel. Il se marie à une date inconnue.
À partir de ce moment, il va s'intéresser principalement aux problèmes sociaux et surtout à la question de la mendicité. Mais une lettre de cachet l'exile à Soissons. Il se trouve que Necker a modernisé le dépôt de mendicité de la généralité de Soissons en liaison avec l'intendant, Louis Lepeletier de Mortefontaine ; il en confie la direction à Leclerc de Montlinot.
La question de la mendicité rencontre alors un grand intérêt. L'Académie de Châlons propose en 1777 un thème de concours sur les « moyens de détruire la mendicité en France en rendant les mendiants utiles à l’État sans les rendre malheureux », qui rencontre une très grand succès avec 118 participants, dont Leclerc de Montlinot, qui fait partie des lauréats. En 1779, la Société royale d'agriculture de Soissons propose un concours sur le thème « Quels sont les moyens de détruire la mendicité et de rendre les pauvres valides utiles et de les secourir dans la ville de Soissons. » Le mémoire de Leclerc de Montlinot est couronné.
En tant que responsable du dépôt de mendicité qu'il rebaptise « Maison de travail », il s'attache à remettre au maximum au travail les personnes accueillies afin qu'elles puissent disposer de quelques moyens de subsistance.
Il tient sa place lorsque survient la Révolution française, d'abord  en servant à l'armée d'Italie puis dans les bureaux du ministère de l'Intérieur.
Il joue un rôle non négligeable dans la politique sociale de la Convention et du Directoire.
Il meurt à Paris en l'an X, soit 1801, à l'âge de 69 ans, laissant très peu de ressources à son épouse et à ses enfants.

## Publications
- Histoire de la ville de Lille depuis sa fondation jusqu'en l'année 1434[6], Paris, Panckoucke, 1764 (en ligne).
- Moyens de rendre les pauvres utiles, Lille, 1779 (mémoire pour le concours proposé par la Société royale d'agriculture de Soissons).
- Sur les moyens de détruire la mendicité en France en rendant les mendiants utiles à l'État sans les rendre malheureux, mémoire pour le concours proposé par l'Académie de Châlons[7], 1780.
- Articles « Dépôt », « dépôt de mendicité », « galères », « mendiants », « mendicité », « maison de force » de l’Encyclopédie méthodique, éditée par Charles Joseph Panckoucke de 1780 à 1789, t. II, Économie politique et diplomatique, 1786, p. 71-79.
- Observations sur les enfants trouvés de la généralité de Soissons[8] (1790).
- Mémoire inédit sur la culture flamande.